# Ramón Cabrero
Ramón Armando Cabrero Muñiz (Santander, 11 novembre 1947 – Buenos Aires, 1º novembre 2017) è stato un allenatore di calcio e calciatore spagnolo naturalizzato argentino, di ruolo centrocampista.

## Palmarès

### Club

#### Competizioni nazionali
- Coppa di Spagna:

Atlético Madrid: 1971-1972
- Campionato spagnolo:

Atlético Madrid: 1972-1973